# Johannes Isacius Pontanus
Johan Isaaksz Pontanus (in latino Johannes Isacius Pontanus; in danese Johan Isaksen; 21 gennaio 1571 – Harderwijk, 7 ottobre 1639) è stato un storiografo danese.

## Biografia
Pontanus era figlio di Margaretha van Delen e Isaac Pietersz, il console fiammingo della Danimarca di stanza a Helsingør. Il pittore Pieter Isaacsz (1568–1625) era suo fratello maggiore. Nel 1578 l'intera famiglia fece ritorno nei Paesi Bassi e Pontanus crebbe ad Amsterdam. Nel 1589 frequentò la facoltà di medicina all'Università di Franeker e nel 1592 fu all'Università di Leiden come "Joannes Hellespontius Danus", predicendo la futura contrazione del cognome "Pontanus" (si diceva che fosse nato in mare vicino a Helsingør nel danese Ellesponto, l'Øresund). L'anno dopo difese la sua Dissertatio de rationalis animas facilitate e si trasferì a Roma, visitando degli studiosi tedeschi durante il suo viaggio di ritorno. Successivamente, visitò la Danimarca dove erano tornati i suoi genitori e conobbe Tycho Brahe ed Arild Huitfeldt. Il 1596 lo trascorse invece principalmente in Inghilterra, tra Canterbury, Oxford e Stanford. Gli anni seguenti li passò in città tedesche, svizzere e francesi, in parte scortando tre giovani membri della famiglia Brahe.
Nel 1604 divenne professore alla Gelderse Academie di Harderwijk, dove rimase per il resto della sua vita. Divenne noto soprattutto per i suoi scritti storiografici; la sua storia di Amsterdam (1611) fu considerata la prima di questa città. Fu una personalità abbastanza controversa, tanto da essere inserito nella lista nera della chiesa romana. Nel 1618 gli fu commissionata una storia della Danimarca, per la quale fu nominato storico ufficiale; continuò a scrivere quest'opera fino alla sua morte, ma riuscì solo a pubblicare la prima parte nel 1631. Nel 1621 gli fu chiesto di scrivere un saggio su Guelders che si basava in gran parte sul lavoro di Paullus Merula en Johannes Luntius e che fu terminato nel 1639.
Pontanus sposò nel giugno 1606 Anneken van den Herde (o Heerde o ancora Heede), con la quale ebbe almeno quattro figli: la figlia Anna sposò nel 1633 il giurista tedesco Anton Matthäus II. Morì a Harderwijk nel 1639, nove anni prima che l'accademia fosse dichiarata ufficialmente Università di Harderwijk.

## Opere
- Analectorum libri III (Rostock, 1599, in-4°).
- Historia urbis et rerum Amstelodamensium (Amsterdam, 1611, in-fol.).
- Originum Francicarum libri VI (Harderwijk, 1616, in-4°).
- De Pygmæis (Harderwyck,1629, in-4°).
- Rerum Danicarum historia (Amsterdam, 1631, in-fol.): solo primo volume; il secondo è stato pubblicato a Flensburgo (1737, in-fol.).
- Poematum libri VI (Amsterdam, 1631).
- Discussiones historicae (Harderwijk, 1637, in-8°)
- Historia geldrica (Harderwijk, 1639).